# NGC 386
NGC 386 este o galaxie eliptică situată în constelația Peștii. A fost descoperită în 4 noiembrie 1850 de către Bindon Blood Stoney. Împreună cu NGC 375, NGC 379, NGC 380, NGC 382, NGC 383, NGC 384, NGC 385, NGC 387 și NGC 388 formează Arp 331.